# 八角庙水库
八角庙水库是中国湖北省黄冈市红安县境内的一座水库，位于倒水支流张家河上，建于1969年。水库正常库容为1300万立方米，集雨面积为20平方千米，海拔为116.7米。